# Романов, Алексей Аркадьевич
Алексе́й Арка́дьевич Рома́нов (род. 25 апреля 1951, д. Заречье, Новгородская область) — советский и российский лингвист; специалист в области общего и германского языкознания, теории коммуникации, психолингвистики и лингвопсихологии, лингвопсихологии и лингвосуггестологии, руководитель научной школы «Динамическая модель диалога» (количественный состав научной школы — 51 человек, из них 12 докторов и 38 кандидатов наук), доктор филологических наук (1989), профессор (1990).

## Биография
Родился в семье колхозников Василисы Андреевны и Аркадия Григорьевича Романовых. С 1968 по 1971 гг. служил в Группе советских войск в Германии. С 1971 по 1976 гг. учился на филологическом факультете Ленинградского государственного университета (СПбГУ) по специальности «немецкий язык и литература». С 1976 по 1979 гг. работал ассистентом кафедры иностранных языков Алтайского государственного университета (г. Барнаул). С декабря 1979 г. по июнь 1982 г. учился в аспирантуре при кафедре общего языкознания Калининского государственного университета у профессора И. П. Сусова. Учёную степень кандидата филологических наук по специальности «германские языки» получил за диссертацию «Коммуникативно-прагматические и семантические свойства немецких высказываний-просьб» (июнь 1982).
В 1983 г. возглавил кафедру иностранных языков Калининского сельскохозяйственного института (ныне кафедра теории языка и межкультурной коммуникации Тверской государственной сельскохозяйственной академии). Степень доктора филологических наук по специальности «теория языкознания» присуждена за диссертацию «Системный анализ регулятивных средств диалогического общения» (сентябрь 1989). С 1998 г. заведует кафедрой общего и классического языкознания Тверского государственного университета. В 2001 г. организовал при кафедре и возглавил отделение теоретической и прикладной лингвистики. С 2005 г. по 2009 г. являлся проректором по административному управлению и международной деятельности в Тверской государственной сельскохозяйственной академии. С ноября 2006 г. возглавил редакционный коллектив Электронного Научного Журнала «Мир лингвистики и коммуникации» (зарегистрированный в Информрегистре России гос. рег. № 0420800038) и организовал выпуск Электронного Научного Журнала «Мир лингвистики и коммуникации» (ISSN 19998406, режим доступа: http:// www.tverlingua.ru; tverlingua.by.ru), который регулярно издается в объёме 4-х номеров в год, посвященных проблемам динамической (регулятивной) природе диалогической коммуникации, семантике и прагматике дискурсивных образований; с 2010 г. научный журнал включен ВАК в рекомендуемый список для публикации результатов исследования по кандидатским и докторским диссертациям.

## Научная деятельность
Читает курсы лекций «Общее языкознание», «История лингвистических учений», «Современные лингвистические теории», «Методы лингвистических исследований», «Моделирование лингвистических исследований», «Семантика», «Лингвистическая семантика», «Семантика и прагматика перформативных высказываний», «Лингвистика в области социального взаимодействия», «Интегральные модели языка и речевой коммуникации», «Дискурс», «Микроструктура дискурса», «Основы теории коммуникации», «Логика и теория аргументации», «Проведение переговоров», «Современные международные отношения», «Психология массовых коммуникаций» и др.
В качестве приглашенного профессора в период 1999—2010 гг. А. А. Романовым прочитаны курсы лекций по актуальным проблемам диалогической интеракции в университетах Узбекистана (СамГУ, Самарканд, 1999), Украины (Кривой Рог — 1999, 2000, КрНУ; Донецк — 2001—2002, ДонНУ; Луганск — 2003, ЛНУ; Симферополь — 2004, ТНУ; Киев — 2011, КНУ) и Белоруссии (2004 — Мозырь, Минск, МГЛУ), а также курсы лекций в отечественных университетах — УдГУ (Ижевск, 2002, 2005), УлГУ (Ульяновск, 2002—2005), КубГУ (Краснодар, 2004), ТюмГУ (2004), ВГПУ (Волгоград, 2009), Томский национально-исследовательский политехнический университет (2010). С 2010 г. регулярно проводит вебинар-лекции для вузов Западной Сибири.
Занимается исследованиями в области диалогического общения, эффективных коммуникативных технологий, имиджевых программ и психологии управления, коммуникативного аудита и суггестивной риторики, теории дискурса и семиотики, семантики перформативных высказываний, лингво-экологической интеракции в профессиональной коммуникации. Работает над проблемами функционально-семантического пространства композитных перформативных конструктов, управленческой риторики и культуры речи, теории речевого воздействия, теории речевых актов и перформативных высказываний, теории диалога, теории деловой коммуникации, политического дискурса, теории коммуникации, психолингвистики, лингвопсихологии и лингвосуггестологии, семиотики невербальной коммуникации, коммуникативной прагматики диалогических единиц вербального и невербального порядка.
Подготовлено 38 кандидатов и 10 докторов наук. Научный редактор более 35 сборников научных трудов, посвященных проблеме динамической (регулятивной) природе диалогической интеракции. Опубликовано около 360 научных работ, в том числе учебники, учебные пособия и монографии.
Заведующий кафедрой общего и классического языкознания Тверского государственного университета (с 1998 г.), заведующий кафедрой теории языка и межкультурной коммуникации Тверской государственной сельскохозяйственной академии (с 1983 г.), директор Тверского института прикладной лингвистики и массовых коммуникаций при Тверской государственной сельскохозяйственной академии (с 2005 г.), научный руководитель лаборатории психолингвистики и профессиональной коммуникации Тверского областного института усовершенствования учителей (с 2002 г.), ответственный редактор электронного научного журнала «Мир лингвистики и коммуникации» (номер государственной регистрации 0420700038).
Действительный член (академик) Международной академии информатизации, действительный член (академик) Академии социальных наук России (с 1994 г.), действительный член (академик) Международной Академии Психологических Наук (с 2001 г.), член Российского психологического общества (с 2003 г.), почетный профессор Тверской государственной сельскохозяйственной академии (2002 г.), Заслуженный деятель науки РФ (1998 г.), Почетный работник высшего профессионального образования РФ (2001 г.), почетный профессор Тверской государственной сельскохозяйственной академии (2002).
Участвует в работе: двух диссертационных советов по присуждению ученых степеней кандидата и доктора филологических наук (Д 212.168.09 при Новгородском государственном университете им. Ярослава Мудрого и Д 212.263.05 при Тверском государственном университете в качестве председателя) и одного диссертационного совета (Д 212.263.01 при Тверском государственном университете) по присуждению ученых степеней кандидата и доктора педагогических и психологических наук.

## Основные публикации

### Монографии
- Семантическая интерпретация высказывания. — Калинин: КГУ, 1985. — 145 с.
- Системный анализ регулятивных средств диалогического общения. — М.: ИЯ АН СССР, 1988. — 183 с.
- Грамматика деловых бесед. — Тверь: Фамилия, 1995. — 239 с.
- Управленческая коммуникация. — Тверь: ЦПП, 1996. — 233 с.
- Офис-менеджер: Управленческая компетенция, культура и имидж. — Тверь: ТвГУ, ТИЭМ, 1997. — 145с. (соавтор: Е. Г. Романова)
- Основы логического знания. — Тверь: ТвГУ, 1995. — 78 с.
- Тайны рекламы. — Тверь: ГЕРС, 1997. — 290 с. (соавторы: И. Ю. Черепанова, А. А. Ходырев)
- Управленческая имиджелогия. — Тверь: ГЕРС, 1998. — 244 с. (соавтор: А. А. Ходырев)
- Языковая суггестия в предвыборной коммуникации. — Тверь: ГЕРС, 1998. — 205 с. (соавтор: И. Ю. Черепанова)
- Суггестивный дискурс в библиотерапии. — М.: Лилия, 1999. — 128 с. (соавтор: И. Ю. Черепанова)
- Имя собственное в политике: Язык власти и власть языка. — М.: Лилия ЛТД, 2000. — 112 с. (соавторы: Е. Г. Романова, Н. Ю. Воеводкин)
- Управление персоналом: Психология влияния. — М.: Лилия, 2000. — 216 с. (соавтор: А. А. Ходырев)
- Управленческая риторика. — М.: Лилия, 2001. — 216 с. (соавтор: А. А. Ходырев)
- Управленческая риторика и культура речи: Правильно, красиво, убедительно. — Тверь: ТГСХА, 2002. — 474 с. (соавтор: А. А. Ходырев)
- Политическая лингвистика: Функциональный подход. — М.: Тверь: ИЯ РАН, 2002. — 191 с.
- Соматикон: Аспекты невербальной семиотики. — М.: ИЯ РАН, ТвГУ, 2004. — 253 с. (соавтор: Ю. А. Сорокин)
- Семантика и прагматика немецких перформативных высказываний-просьб. — М.: ИЯ РАН, 2005. — 153 с.
- Живая традиция заговора Сибири: Сакрально-ритуальный дискурс в знахарской практике. — Тюмень: Экспресс, ТюмГУ, 2005. (Коллективная монография — автор второй главы «Заговор как сакральный ритуальный акт суггестивной коммуникации: Лингвистический анализ»). — С. 124—221.
- Лингвистическая мозаика: Избранное. Серия «Динамическая модель диалога». — М.: ИЯ РАН, ТвГУ, ТГСХА, «Агросфера», 2006. — 436 с.
- Дискурс утешения: Лингвопсихологический анализ. — М.: ИЯ РАН, ТвГУ, 2006. — 144 с. (соавтор: Н. Г. Немец)
- QUO VADIS, DEUTSH? Разговор с изучающим современный немецкий язык. — Тверь: ТГСХА, ИПЛиМК, изд-во «Агросфера», 2007. — 222 с. (соавторы: О. Н. Морозова, С. Э. Носкова)
- Вербо- и психосоматика: две карты человеческого тела. — М.: Ин-т языкознания РАН, Тверь: ТГСХА, 2008. — 172 с. (соавтор: Ю. А. Сорокин)
- Притяжение перформатива: Очерки по теории перформативности от Дж. Л. Остина до наших дней. — Москва — Тверь: Ин-т языкознания РАН, 2009. — 156 с. (соавтор: Л. А. Романова)
- Агрессивный дискурс в профессиональной коммуникации. — М.: Ин-т языкознания РАН, Тверь: ТвГУ, 2011. — 314 с. (соавтор: А. П. Костяев)

### Учебные пособия
- Немецкие модальные глаголы в разговорной практике. — Калинин, 1992. — 102 с.
- Краткий лексикон по чтению и переводу немецкой банковской терминологии. — Калинин, 1993. — 88 с.
- Газета на уроке иностранного языка. Учебные материалы по чтению и переводу общественно-политических текстов. — Тверь, 1995. — 128 с.
- Новые правила правописания в немецком языке. Часть 1, 2. — Тверь, 2002. — 110 с. (соавторы: С. Э. Максимова, О. Н. Морозова)
- Риторика и культура речи. — Тверь: Золотая буква, ТГСХА, 2003. — 158 с. (соавторы: С. Э. Максимова, О. Н. Морозова).
- Русский язык и культура речи / Под ред. д.ф.н., проф. А. А. Романова. — Тверь-Сахарово: ТГСХА, 2003. — 162 с. (соавторы: С. Э. Максимова, О. Н. Морозова)
- Артикль в немецком языке. Упражнения, правила использования и тексты для контроля и самоконтроля. — Тверь, 2003. — 94 с. (соавторы: С. Э. Максимова, О. Н. Морозова)
- Немецкий язык: Практикум по теме «Денежное обращение» для студентов экономических специальностей. — Тверь, 2004. — 117 с. (соавторы: С. Э. Носкова, О. Н. Морозова)
- Немецкий язык: Практикум по теме «Предприятия и предпринимательство» для студентов экономических специальностей. — Тверь, 2004. — 140 с. (соавторы: С. Э. Носкова, О. Н. Морозова)
- Немецкий язык: Тексты для аналитического чтения, реферирования и аннотирования. — Тверь, 2005. — 187 с. (соавторы: С. Э. Носкова, О. Н. Морозова)
- Основы дискурса. — Ульяновск: УлГУ, 2009. — 290 с. (соавтор: Н. А. Белоус)
- Терминологический глоссарий оратора. — Тверь: ТвГУ, ТИПЛ и МК, 2011. — 68 с. (соавторы: О. Н. Морозова, Л. А. Романова)
- Основы логического знания и теории аргументации. — Тверь: ТвГУ, ТИПЛ и МК, 2011. — 136 с.